# Алексеев, Михаил Юрьевич
Михаил Юрьевич Алексеев (род. 1964, Москва) — доктор экономических наук, российский финансист, банкир, фотограф. Автор нескольких монографий и многочисленных публикаций по вопросам финансового рынка, экономической истории России, фотографии.

## Биография
Родился 4 января 1964 года в Москве.
В 1986 окончил Московский финансовый институт (сейчас — Финансовый университет при Правительстве Российской Федерации) по специальности «Финансы и кредит». В 1986—1989 годах обучался в очной аспирантуре по кафедре «Финансы». В 1989 году защитил диссертацию на соискание учёной степени кандидата экономических наук.
В 1989—1991 года работал в Министерстве финансов СССР в должностях старшего эксперта, ведущего эксперта, начальника отдела, заместителя начальника Главного управления совершенствования финансово-кредитного механизма, заместителя начальника Сводного отдела финансов.
В 1992 году в возрасте 28 лет в Институте США и Канады РАН защитил диссертацию на соискание учёной степени доктора экономических наук на тему «Фондовый рынок и его регулирование в условиях рыночной экономики».
Более 30 лет работает в российском банковском секторе на руководящих должностях. Являлся членом правления Межотраслевого коммерческого банка (1992—1995), заместителем Председателя Правления Объединённого экспортно-импортного (ОНЭКСИМ) Банка (1995—1998), вице-президентом, старшим вице-президентом, заместителем Председателя Правления РОСБАНКа (1998—2006), Президентом-Председателем Правления Российского промышленного банка (2006—2008).
В 2008—2020 годах 12 лет в должности Председателя Правления возглавлял российский ЮниКредит Банк.
В 2020—2021 годах служил в должности заместителя Председателя Центрального банка Российской Федерации. Отвечал за вопросы финансового оздоровления, а также наличного денежного обращения. Являлся председателем Наблюдательного совета Объединения РОСИНКАС, Председателем Наблюдательного совета Управляющей компании «Фонд консолидации банковского сектора».
В 2023—2024 годах — Президент-Председатель Правления ПАО Банковской финансовой корпорации «Открытие», Председатель совета директоров РОСГОССТРАХа.
В 2020—2021 годах по совместительству с основной работой являлся деканом факультета «Международные экономические отношения» Финансового университета при Правительстве Российской Федерации.
Профессор НИУ ВШЭ (кафедра теории и практики взаимодействия бизнеса и власти).
Избирался членом советов директоров и наблюдательных советов российских предприятий и организаций, в том числе: Аэрофлота, Ростелекома, ММВБ (Московской биржи), Трубной металлургической компании, Объединённой зерновой компании, Рено-Ниссан Банк и др.
Фотография
Член Московского Союза художников, Творческого союза художников России. Автор монографии «Фотография и жизнь» (2014), фотоальбомов: «Сюжеты» (2011), «Портреты» (2012), «Сферы жизни — объективный взгляд» (2013), «Тоскана вне времени» (2016), «UniCredit Tower» (2016), «Золотой век» (2019). Участник и организатор многочисленных фотовыставок в России и за рубежом.

## Награды
- Указом Президента Российской Федерации № 337 от 17 июля 2019 года награждён медалью ордена «За заслуги перед Отечеством» II степени[2].
- Командор ордена Звезды Италии (Ordine della Stella d’Italia nel grado di Commendatore) (9 декабря 2020 года)[3].
- Кавалер ордена Звезды Италии (Ordine della Stella d’Italia nel grado di Cavaliere) (28 декабря 2015 года)[4].

## Международные санкции
20 апреля 2022 года попал под персональные санкции Минфина США из-за вторжения России на Украину, включён в санкционный блокирующий SDN список лиц способствующих уклонению России от санкций, предполагающий запрет на въезд и блокировку активов в США. 19 октября 2022 года включён в санкционный список Украины так как Алексеев ведет «деятельность в секторах экономики, обеспечивающих существенный источник дохода для правительства России, инициировавшего военные действия и геноцид гражданского населения в Украине».